# Sour (Mostaganem)
Pour les articles homonymes, voir Sour (homonymie) et Bellevue.
Sour, anciennement Sour el Mitou, puis Bellevue, est une commune de la wilaya de Mostaganem en Algérie.

## Histoire
Le village-centre est une des colonies agricoles constituées en vertu du décret de l'Assemblée nationale française du 19 septembre 1848. Il est constitué sous le nom de Sour el Mitou, sur un territoire de 1 747 ha, et sera renommé Bellevue.

## Démographie
Selon le recensement général de la population et de l'habitat de 2008, la population de la commune de Sour est évaluée à 22 673 habitants contre 20 625 en 1998.

## Patrimoine

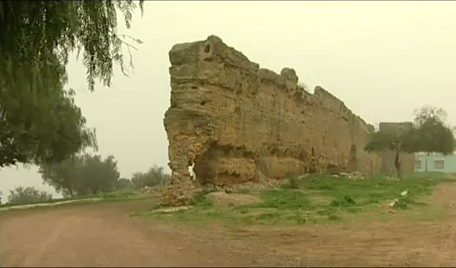
Muraille almohade.

À proximité se trouve la ville antique du nom de Kelmitou à 2 km de la rive gauche du Chélif.